# 46. gardový noční bombardovací letecký pluk
46. gardový tamaňský noční bombardovací letecký pluk (původně 588. NBAP) rusky 46-й гвардейский ночной бомбардировочный авиационный полк bránil Sovětský svaz v době Velké vlastenecké války od června 1942 do konce války v Evropě. Byl jedním ze tří ženských leteckých pluků organizovaných Marinou Raskovou. Vyzbrojen byl letadly U-2. Na rozdíl od jiných NBAP pluků s U-2 to byl pluk ryze ženský. Piloti, navigátoři, zbrojíři, technici a mechanici se rekrutovali z řad dobrovolnic převážně ve věku 17 až 22 let. Nepřítel jim přezdíval „Nachthexen“, česky „Noční čarodějnice“.

## Zformování pluku

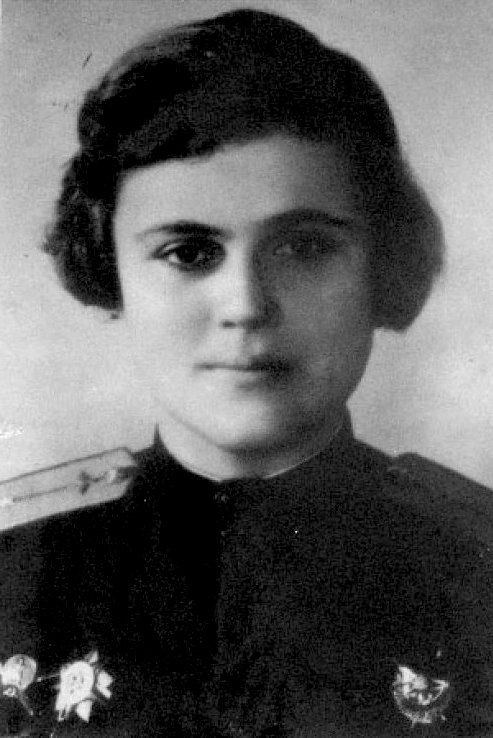
Nadporučík Jevgenija Rudněvová, navigátor

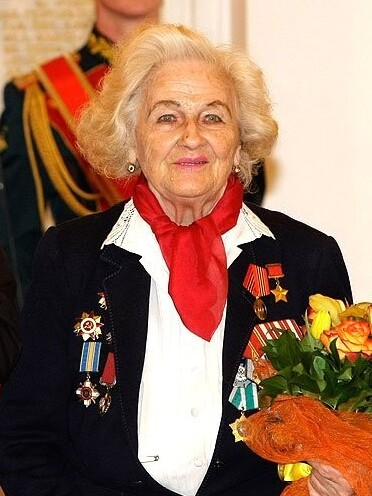
Kapitán Naděžda Popovová, pilot, foto 2009

Brzy po vypuknutí války bylo i mladým děvčatům jasné, že německý agresor vážně ohrožuje jejich budoucnost. Některé již měly za sebou chvatný útěk před okupanty. Hlásily se do armády, protože nechtěly čekat, až za ně někdo jiný válku prohraje. Byly to studentky a čerstvé absolventky moskevských vysokých škol, dělnice z moskevských závodů, uprchlíci z okupovaného území. Některé z nich v předválečných letech navštěvovaly aeroklub a měly pilotní zkoušky. Ve třicátých letech, a hlavně od roku 1937, kdy se již Sovětský svaz připravoval na válku, Osoaviachim pořádal branné kurzy pro mládež. Aerokluby přijímaly zájemce o pilotní výcvik a mohly se ho účastnit i ženy. Některým z nich se létání stalo povoláním.
S nasazením žen v přímém boji s nepřítelem se zpočátku nepočítalo. Armáda tehdy přijímala pouze zdravotnice. V nadcházející sklizni ženy musely nahradit muže odvedené do armády. Později se účastnily kopání obranných linií před Moskvou a hašení požárů po náletech (první nálet na Moskvu se uskutečnil v noci na 22. července 1941).
Marina Raskova, letecká rekordmanka, navigátorka, hrdinka SSSR a důstojnice NKVD, povoláním výzkumná pracovnice Akademie VVS Žukovského, využila svých vysokých kontaktů, přišla za Stalinem s projektem a přesvědčila ho. Následně byl v říjnu 1941 vydán Rozkaz NKO SSSR № 0099 z 8. října 1941 „О zformování ženských leteckých pluků VVS Rudé armády“, na jehož základě byl zformován 588. noční bombardovací letecký pluk.
Podle téhož rozkazu byly zformovány ještě další dva ženské letecké pluky, které ale nebyly složeny pouze z žen, protože používaly letouny moderní konstrukce, náročnější na údržbu. Byl to 587. bombardovací letecký pluk (později 125. gardový) vyzbrojený rychlostními bombardéry Petljakov Pe-2 a 586. stíhací letecký pluk s letadly Jakovlev Jak-1.
Zformování všech tří pluků vedla mjr. Маrina Raskova (Раскова, Марина Михайловна, 29 let), která měla hlavní zásluhu na vzniku těchto jednotek. Na její výzvu prostřednictvím Komsomolu se na Akademii vojenských vzdušných sil profesora Žukovského v Moskvě přihlásilo množství dobrovolnic, ze kterých osobně vybrala schopné dívky. Raskova se dále snažila získat do svého oddílu civilní (vojenské tehdy ještě žádné nebyly) pilotky-profesionálky, protože skutečně zkušených pilotek nebylo mnoho. Tyto podléhaly branné povinnosti a již od začátku války sloužily v armádě. V zázemí zajišťovaly základní výcvik vojenských pilotů, na frontě fungovaly jako taxikářky pro velící důstojníky a praporčíky, zajišťovaly spojení, rozvědku, transport raněných, výsadek diverzních skupin. Ač nebyly tyto akce přímo bojové, byly často velmi nebezpečné. Tyto profesionálky byly k Raskove převeleny postupně a i mnohem později, jako doplnění již fungujících pluků. Raskova sama se později rozhodla létat jako pilotka rychlostní bombardéry 587. pluku. Zahynula 12. ledna 1943 při havárii ve sněhové bouři.
Dne 16. října 1941 byly vybrané adeptky z Moskvy jakožto 122. ženský letecký oddíl nejprve odeslány do vojenského leteckého učiliště ve městě Engels nedaleko Saratova. Vlak vypravený z Kazaňského nádraží do cíle dorazil 26. října 1941.
Tam se k nim připojily ještě dobrovolnice ze Saratova. Studentky a absolventky Saratovského leteckého učiliště civilních aerolinií pak byly jádrem technického personálu.
Za pilotky byly určeny dívky, které měly větší praxi v létání, například instruktorky aeroklubů.
Dívky s menším počtem nalétaných hodin a studentky vysokých škol bez letecké praxe se školily na navigátorky. Ostatní se školily na techniky a zbrojíře.
Ve škole se dívky učily pořadovou přípravu, teorie a hlavně prakticky se učily létat, navigovat a bombardovat v noci.
Vojenská přísaha proběhla 7. listopadu 1941.
V únoru 1942 bylo přistoupeno k formování pluků. Od 122. oddílu se nejprve oddělil 586. IAP pod vedením Tamary Kazarinové, 6. února vznikl 588. NBAP a s delším časovým odstupem vznikl 587. BAP pod vedením Mariny Raskové. Některé ženy byly přiděleny do mužských leteckých pluků (pozemní personál).
Velitelem 588. NBAP byla jmenována npor. Jevdokija Beršanská (Бочарова, Евдокия Давыдовна, 28 let), pilotka s desetiletou praxí, bývalá učitelka Batajskského leteckého učiliště, před válkou velitelka roje leteckého oddílu pro mimořádné situace ve stanici Paškovská a členka zastupitelstva města Krasnodaru.
Jméno Jevdokija rusky Евдокия je řeckého původu a má ruské varianty Dina, Dusja a Duňa rusky Дуня a pluku proto přezdívali také „Duňkin pluk“.
Pod jejím velením pluk bojoval do konce války.
Komisařem pluku byla Jevdokija Račkevič (Рачкевич, Евдокия Яковлевна, 33 let).
Náčelníkem štábu pluku byla jmenována Irina Rakobolská (Ракобольская, Ирина Вячеславовна, 21 let), studentka matfyzu MGU.
Zástupcem velitele pluku po letové části byla Serafima Amosova (Амосова, Серафима Тарасовна, 27 let), zkušená pilotka civilních aerolinek.
Náčelníkem mechaniků byla Sofie Ozerkova, učitelka Irkutského vojenského učiliště, voják z povolání.
Náčelníkem zbrojířů byla Naděžda Strelkova, voják z povolání.
Pluk měl zpočátku dvě a od prosince 1942 tři eskadry (letky) po třech zvěnech (rojích). Jedno zvěno mělo 3 letouny. V srpnu 1943 přibyla 4. eskadrila určená k boji a výuce nováčků.

## Nadřazené armádní složky
Pluk byl zpočátku součástí 218. noční bombardovací divize vedené Dmitrijem Popovem a 4. vzdušné armády gen.mjr. Konstantina Veršinina. 4. vzdušná armáda byla tehdy součástí Jižního frontu gen.por. Rodiona Malinovského. Jižní front byl v důsledku porážky u Charkova v červenci 1942 rozpuštěn a jeho části vešly do Severo-kavkazského frontu maršála Semjona Buďonnyho. Od září 1942 4. vzdušná armáda patřila do Severní skupiny vojsk Zakavkazského frontu arm.gen. Ivana Ťuleněva. Konstantin Veršinin byl potom vrchním velitelem vzdušných sil tohoto frontu. V lednu 1943 4. vzdušná armáda přešla do nově zformovaného Severo-kavkazského frontu gen.plk. Ivana Maslennikova a později gen.plk. Ivana Petrova. Od konce dubna 1943 pluk patřil k 132. BAD gen.mjr. Ivana Fedorova. Během bojů o Sevastopol pluk patřil do 8. vzdušné armády 4. ukrajinského frontu, 2. gardové stalingradské divize gen.mjr. Kuzněcova. Po vítězství na Krymu byl pluk přeřazen k 2. běloruskému frontu maršála Konstantina Rokosovského, zpět do 4. vzdušné armády, které opět velel gen.plk. Veršinin a do 325. NBAD divize pplk. Grigorije Pokojevého.

## Výzbroj pluku

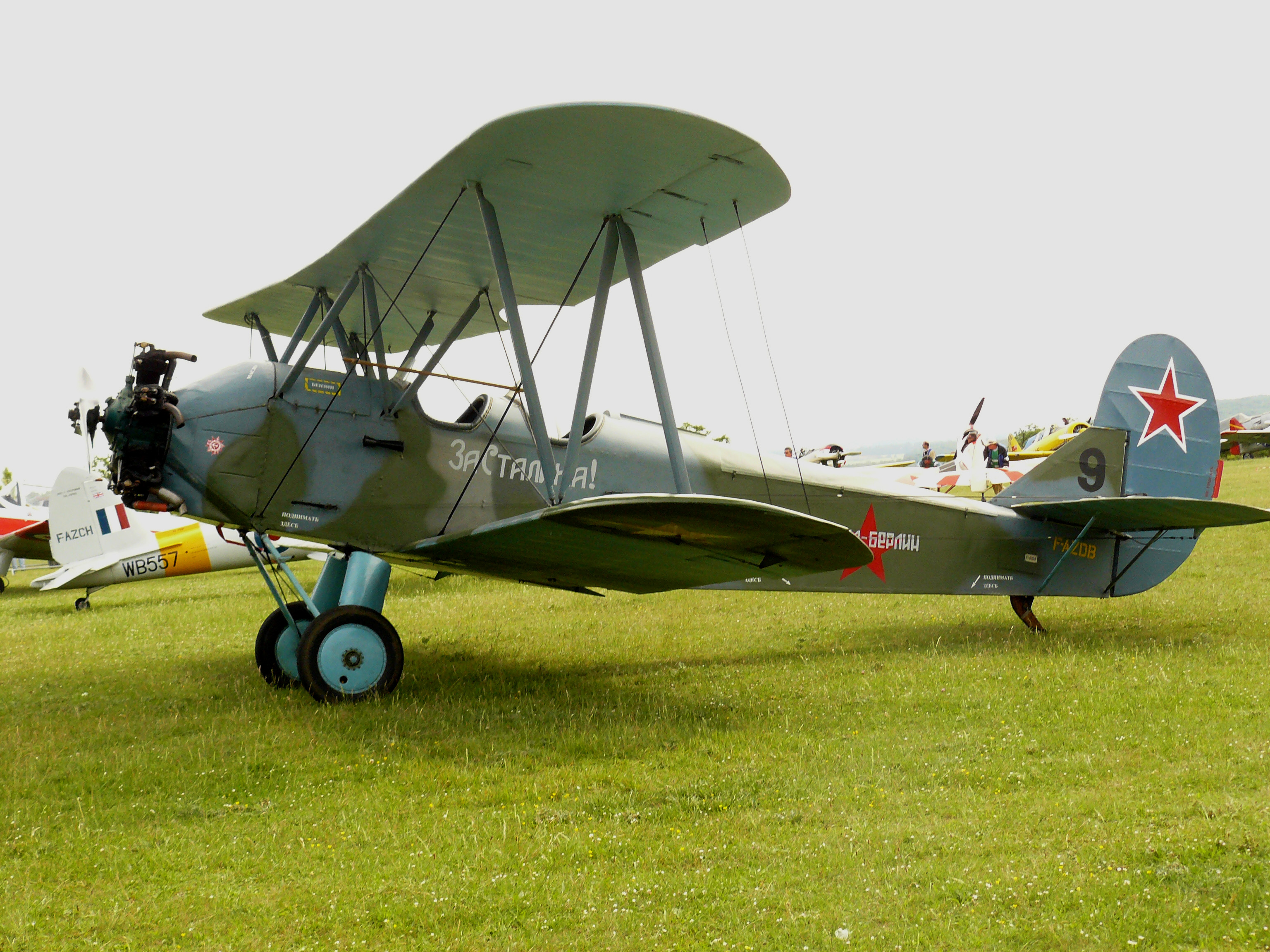
Polikarpov Po-2, podobný letoun, který používaly Noční čarodějnice

Pluk byl vybaven letouny U-2 zvanými „utočka“ nebo „lastočka“ (u nás známými jako Po-2 „kukuruznik“).
Byl to celodřevěný dvouplošník s hvězdicovým motorem s pěti válci o výkonu 74 kW a maximální rychlosti asi 120 km/h.
Letoun byl snadno ovladatelný i dobře obratný, byl nenáročný na údržbu, měl malou spotřebu paliva a minimální požadavky na letištní plochu.
Dvě otevřené kabiny umístěné za sebou byly vybaveny spřaženým řízením a základními přístroji, neboť se jednalo o původem školní letoun.
Každý pilot ho znal, protože jím byly vybaveny všechny aerokluby.
Motor roztáčel technik ručně, protočením vrtule. Pevný podvozek neměl brzdy. Když bylo více sněhu, podvozková kola se vyměnila za lyže.
Posádku tvořil pilot a navigátor který rovněž uvolňoval bomby, případně z kabiny shazoval jiný materiál.
Zdvojené řízení umožňovalo převzetí řízení navigátorem v nouzové situaci.
Kabiny neměly žádné pancéřování proti střelám, jen překližka a plátno. Plátěný potah byl výhodný, neboť se často stávalo, že projektil flaku proletěl křídlem aniž by explodoval.
Letoun byl požárně velmi nebezpečný a po zásazích nepřátelské palby se snadno vzňal.
To osádkám působilo velký stres, protože požár na palubě až na výjimky končil smrtí osádky.
Padáky se původně nepoužívaly, protože letoun operoval nad nepřátelským územím a byla obava že by osádka padla do zajetí.
Ušetřilo se tak 32 kg hmotnosti pro bomby.
Až v roce 1944 po zbytečné ztrátě osádky (Makarová, Bělik) nad vlastním územím se padáky začaly používat. Skákat pak letecký personál svého i dalších pluků divize učila pilotka Naděžda Troparevská, zkušená parašutistka.
Pro lety nad mořem se nosily samonafukovací plovací vesty, o kterých letkyně žertovaly, že to jsou závaží, která je mají udržet pod vodou. Nafukovací člun na palubě nebyl.
Pod spodními křídly byly čtyři závěsy pro bomby ovládané z kabiny navigátora. Další bomby do požadované hmotnosti vázaly na trup a shazovaly přeříznutím provazu.
Jako munice se používaly bomby 25, 50 a 100 kg tříštivé (střepinové), trhavé a zápalné, ampule s samozápalnou tekutinou. Z kabiny se shazovaly malé termitové bombičky, malé vyskakovací bomby zvané „žabky“ a protitankové granáty.
Pro zaměřování cíle nebyl k dispozici žádný přístroj. To ale neuškodilo přesnosti bombardování.
Kulomet ŠKAS ráže 7,62 mm za zadní kabinou se objevil až v roce 1944.
Osádka měla osobní pistole TT.
Na palubě běžně nebyla radiostanice, kabiny ale měly hadičkový interkom, aby na sebe osádka nemusela křičet.
Několik letounů bylo později vybaveno fotografickým přístrojem.
Používala se i radiostanice na palubě letadla provádějícího průzkum počasí nad cílem pro úsporu času, než se letoun vrátil.
Při formování pluk obdržel 20 letadel, později jejich počet vzrostl až na 45. Na konci války to bylo 36 letadel.

## Taktika
Takto pomalý letoun s krátkým doletem byl pro boj ve dne málo použitelný.
Proto pro něj byla vyvinuta taktika nočního boje, ve které vynikly jeho dobré vlastnosti. Vedení pluku obdrželo seznam cílů ke zničení.
Byla-li základna ve velké vzdálenosti od fronty, byla vybrána vhodná plocha pro operační letiště poblíž fronty, kam se na noční létání přemístilo vše potřebné.
Velitelkou osádky byla pilotka. Jejím úkolem bylo řídit letoun, dodržovat předepsané letové hladiny, umožnit navigátorce zasáhnout cíle a vrátit se kompletní zpět. Navigátorka měla informaci o cíli a jejím úkolem bylo tento najít a zasáhnout. Zjišťovala polohu a letový kurz. Při přiblížení na cíl dávala pilotce instrukce k upřesnění směru, a ve správný okamžik odhodila náklad. Po přistání se obě, nebo jen navigátorka, dostavily k řídícímu létání, odevzdaly podepsané hlášení a obdržely list s popisem cíle a instrukce pro další let.
Letadlo přilétlo z operačního letiště v těsné blízkosti fronty a z výšky 1200 m se staženým motorem potichu doklouzalo nad cíl, kde z výšky 500 m odhodilo bomby. Dále tiše odklouzalo z dosahu reflektorů protivzdušné obrany nepřítele a vrátilo se na operační letiště pro další bomby.
Jedna osádka provedla během letní noci průměrně 6 – 8 letů, v zimě 10 – 12 letů. Vystrojení bombami a palivem trvalo 5 – 8 minut a letělo se znovu.
Časování roznětek se vždy nastavovalo na ihned. Vrhat bomby níže než 500 m nebylo povoleno, neboť hrozilo nebezpečí od střepin vlastních bomb.
Modravá světla vyhledávacích světlometů nejen že přivedla palbu na letadlo ale pilotovi též způsobovala ztrátu prostorové orientace.
Pro lepší světelné podmínky proto navigátorky běžně shazovaly osvětlovací bomby na padáčku a pilotky použily osvětlení kabiny. Osvětlovací bomba SAB žlutavě osvítila terén a zároveň oslepovala nepřítele. Také označovala cíl pro následující letoun.
Zkušené pilotky uměly obratně mizet ze zajetí reflektorů rychlým skluzem do strany.
Výsledky bombardování ověřovala osádka následujícího letounu, nebo poslední letoun prováděl fotografování. K osvětlení scény navigátor svrhnul speciální fotografickou bombu a ve chvíli osvícení stiskl spoušť. Bomba FOTAB se zavěšovala pod křídlo, snadno se zapálila a proto bylo nebezpečné s ní přistávat.
Před rozbřeskem se letouny vrátily na základnu umístěnou dále od fronty.
Operační letiště byla v dosahu dělostřelecké palby nepřítele a prozrazení letiště by tedy mělo fatální následky. Stojící letouny byly důsledně zamaskovány.
Přistávací dráha byla označena pouze třemi klasickými petrolejkami vzor „netopýr“ zastíněnými tak, aby jejich světlo bylo viditelné pouze ve směru přistání.
Operační letiště byla volena pokaždé jinde, aby nepřítel nevěděl odkud se létá.
Některé linie fronty byly vybaveny silnou protileteckou obranou.
Letoun se setkal s palbou na frontě při cestě k cíli, nad cílem a znovu na zpáteční cestě přes linii fronty. Někdy po nich omylem pálili i vlastní.
Letoun ale bylo i nebylo snadné sestřelit.
Někdy, když byl cíl velmi dobře chráněn, museli použít nebezpečnou taktiku.
Letouny létaly ve dvojici a nad cílem jeden letoun na sebe nechal soustředit úsilí protivzdušné obrany, aby druhý letoun mohl v klidu splnit úkol.
Nejhorší ztráty jim v noci na 1. srpen 1943 na Kubáni přinesl noční stíhač Messerschmitt Bf 110, který během krátké chvíle sestřelil 4 letouny 2. letky. Šlo o domluvenou taktiku, kdy německá protiletadlová palba mlčela, pouze světlomety hledaly cíle pro stíhače. Proti této lsti našly prostou obranu. Létaly v malých výškách. Protivzdušná obrana nebyla tak nebezpečná jako střelba stíhače na krátkou vzdálenost. Stíhač se ale neodvážil v noci létat nízko.
V souvislosti s touto ztrátou byla vytvořena další letka se zaměřením na výcvik doplňujícího létajícího personálu. Nováčci, i když třeba zkušené pilotky, měli statisticky velkou úmrtnost v prvních bojových akcích. S nováčkem nikdo nechtěl letět i proto, že letkyně tvořily slétané páry. Posílat do akce osádku dvou nováčků bylo hazardem, proto v rámci nové letky s nováčkem letěla zkušená pilotka resp. navigátorka. Za padlé pilotky se přeškolovaly navigátorky, které měly praxi z aeroklubu. Na místa navigátorek školili nováčky nebo zbrojířky mající o to zájem (výjimečně za trest).
Na konci léta 1944 (již v Bělorusku) byly zadní kabiny letounů vyzbrojeny kulomety.
Letadla tím získala hrozivý válečný vzhled, ale efektivnost střelby byla sporná.
Proti palebné síle německé stíhačky (okolo 3 kg/s kulí, zápalných a tříštivých projektilů) byl kulomet jen symbolickou obranou.
Letadlo bylo velmi zranitelné, ale hbité. Bylo tedy důležitější manévrovat a pokusit se uniknout ve tmě. Také navigátorčiny pohyby při střelbě vadily pilotce v řízení, lépe si vedly malé a lehké navigátorky. Z kulometu se nejvíce střílelo při odletu od cíle když výbuchy a požáry osvítily zem.
Letoun byl využíván také ve dne pro rychlé dopravní spojení s týlem. Protože neustále hrozilo napadení stíhačkami nepřítele, létalo se tzv. „na bréjušem“, tedy ve výšce jen několik desítek metrů nad terénem. S tím byly spojeny i specifické nehody.
Cílem bombardování byly muniční sklady, velitelství, ubikace, mosty, železniční stanice, vlaky, kolony. Kromě vrhání bomb se letouny výjimečně používaly například pro zásobování obklíčených jednotek municí, léky, potravinami a poštou. Německým vojákům shazovaly agitační letáky.
Také byly použity pro vytváření hluku pro krytí lomozu tanků soustřeďujících se k ofenzivě, nebo námořní pěchoty při vyloďování. Osvětlovaly nepřátelské lodě v kerčském průlivu. V noci na 11. dubna 1944 spotřebovaly 650 bomb SAB na osvětlování ústupu protivníka při útoku Samostatné přímořské armády z předmostí na Kerči.
Při natankování jen nezbytného množství paliva letoun unesl až 400 kg bomb. Ve srovnání s nosností velkých bombardérů to sice nebylo mnoho, ale za noc bylo více letů, takže celková hmotnost bomb denně svržených byla srovnatelná s výkonem velkého bombardéru, i když jen na nevelkou vzdálenost. Pluk operoval v noci a téměř za každého počasí. Již samotné létání za takových podmínek bylo hrdinstvím. Doplňovaly snažení leteckých sil operujících přes den tak, aby nepřítel neměl klid na odpočinek. Počáteční nedůvěru v tento koncept se ženám podařilo překonat a pluk se stal velmi účinnou zbraní a to nejen ideologickou.
Bojové úspěchy pluku byly také zásluhou pozemního personálu, který ač tolik neriskoval v přímém boji, musel vydržet značné útrapy. Zbrojířky neměly pro manipulaci s bombami žádnou mechanizaci. K letounům je ručně tahaly po zemi a pak je pod křídly zvedaly do závěsníků. I v třeskutých mrazech přitom nepoužívaly rukavice, protože bomby byly mastné a byl zapotřebí cit. Tuto práci prováděly v téměř úplné tmě. Jedna zbrojířka za noc navěsila i 3 tuny bomb. Navěšení bomb na letoun prováděla skupinka tří zbrojířek a ty si musely poradit i se 100 kg bombami. Techničky kromě celonočního obsluhování letadel po krátkém spánku pokračovaly opravováním četných poškození letounů, aby byly tyto na noc schopny letu. Manipulace 700 kg těžkým letounem po rozbahněné ploše je mimo představu.
Na generální opravu se letouny předávaly do polní dílny na opravu letadel PARM. Zásobování pluku municí, palivem a jídlem zabezpečoval prapor letištního zabezpečení BAO, který měl být místně příslušný letišti, jindy byl putovní a obsluhoval i více leteckých pluků.

## Bojové nasazení
- 23. května 1942 pluk odletěl ze školícího střediska na frontu, kam dorazil 27. května. To bylo ve stanici Morozovská pod Vorošilovgradem v obci Trud Gornjaka. Tehdy pluk čítal 115 žen. Zpočátku prováděly cvičné lety a učily se létat ve světlech světlometů.
- 12. června 1942 se uskutečnily prvé bojové lety pluku. Již první den ztratili osádku Olchovská-Tarasova, jejíž osud byl objasněn až v roce 1965. Zpočátku byl pluk nasazován na cíle nepříliš dobře chráněné protivzdušnou obranou, aby osádky měly čas získat praxi.
- Do srpna 1942 pluk bojoval na řekách Mius, Don, v Salských stepích a v okolí města Stavropol. I když byl právě vydán rozkaz NKO č. 227 „Ani krok zpět“, pluk přes den spolu s frontou jen ustupoval. Evakuace letiště byla často na poslední chvíli. Například velitelka musela vzdor vytrvalému prudkému dešti vyletět hledat vhodnou plochu k přesídlení, protože nepřítel se již blížil. Jednou se stalo, že musely spálit neletuschopná letadla. Inženýrka Ozerkova byla kvůli tomu odsouzena k zastřelení na úsvitu, k tomu ale nedošlo. Postupně nefungovalo zásobování, byl hlad i žízeň.
- 13. srpna 1942 ustoupily na severní Kavkaz do stanice Assinovská 40 km západně od města Groznyj. Stanice se jim na 5 měsíců stala hlavní základnou. Z této pozice často létaly ničit přepravy nepřítele přes řeku Těrek u města Mozdok.
- Od srpna do prosince 1942 se pluk účastnil na obraně města Ordžonikidze. Bránily tu přístup ke staré vojenské cestě do Tbilisi, vedoucí vysokohorskými soutěskami podél řeky Těrek.
- V lednu 1943 se účastnily průlomu obrany nepřítele na Těreku a ofenzivních operací pozemních vojsk v prostoru Stavropolu a údolí řeky Kubáň. Mlha často delší dobu neumožňovala létání.
- V únoru 1943 se pluk nacházel ve stanici Novo-Džerilievská. Jarního tání rozbahnilo přístupové cesty k letišti. Během dne létaly pro palivo a potraviny, v noci na bojové lety. Pilotky přemáhaly únavu a někdy přenechaly řízení navigátorce, aby se mohly za letu pár minut vyspat.
- Od března do září 1943 se účastnily bojů na Kubáni. Pluk byl rozmístěn na velkém letišti u stanice Paškovská pod Krasnodarem. V dubnu 1943 začaly boje na „Modré linii“, začala operace osvobození Tamaňského poloostrova jakožto nepřátelského předmostí Kubáně. Modrá linie byla velmi silně opevněna a ozbrojena, takže první útoky sovětských vojsk 29. dubna – 15. května byly jen málo úspěšné. Nejprve tu bylo nutné zvítězit ve vzduchu. O vzdušnou převahu nad Kubání byla od dubna do června 1943 svedena velká letecká bitva. Jakkoli byla Modrá linie střežena, osádce Sanfirova-Gaševa, poté, co nouzově přistála na území nepřítele nedaleko stanice Krymská, se podařilo ve dnech 1.-3. května 1943 přes linii proplížit a dostat se ke svým.
- V červnu 1943 pluk přesídlil do stanice Ivanovská. V prostoru silně operovaly nepřátelské letouny PVO Modré linie a proto bylo nutné přistávat bez použití světel. V září 1943 se od pluku vzdálilo osm osádek v čele se zástupcem velitele Serafinou Amosovou. Z prostoru Gelendžik, který sověti ubránili, létaly na Novorossijsk pomáhat obráncům „Malé země“. V Gelendžiku se od moře strmě zvedá vysoké pohoří. Vertikální vzdušné proudy působící v okamžiku změnu letové výšky sta metrů tu komplikovaly pilotáž a vzlet z krátké dráhy přímo nad moře byl riskantní. Zbytek pluku pokračoval v bojových akcích ze stanice Ivanovská s operačním letištěm ve stanici Slavjanská. V noci na 10. září 1943 začal útok sovětských vojsk v prostoru Novorossijsk. Dne 16. září 1943 byl Novorossijsk osvobozen a Modrá linie prolomena v úseku Novorossijsk – Moldavanská. Boje na Modré linii stály pluk 15 životů.
- Pluk se přestěhoval na sotva odminované letiště ve stanici Kurčanská. Dost velké problémy tam působily mraky jemného písečného prachu z polí. Písek byl všude a poškozoval motory. Prováděly nálety na mys Čuška, odkud nepřítel přepravoval svou techniku na Krym. V noci na 9. října nebylo co bombardovat, mys Čuška byl prázdný a Tamaňský poloostrov osvobozený.
- Od listopadu 1943 do dubna 1944 pluk podporoval výsadek námořní pěchoty na poloostrov Kerč. 26 nocí nejzkušenější osádky shazovaly potraviny, léky a munici vojákům obklíčeným na Eltigenu. Lety na Eltigen se konaly z většího letiště u města Tamaň. Tehdy byla jejich základna v rybářské obci Peresyp. Ze spálené krajiny se tam k lidským příbytkům stáhlo množství myší. Myši zalézaly i do letadel a nebylo možné se jich zbavit. Tak myši běžně létaly na akce a přihodilo se i pokousání osádky za letu.
- Po 11. dubnu 1944, když nepřítel ustoupil od Perekopského valu, se přesunuly na Krym po trase obcí Čurbaš, Karač, Izjumovka, Karlovka, Dolní Čebotarka. Od Feodosije, osvobozené 13. dubna 1944, létaly vzdušnou čarou nad mořem až k Jaltě a útočily na vozidla nepřítele ustupující po jediné pobřežní silnici směrem k Sevastopolu. Kuriózní problém byl se stíhacími piloty sousedních pluků. Zvykli si předvádět akrobacii nad dívčím letištěm. Snad jim ani nedošlo, že se dívky po nočním létání potřebují vyspat. Pluk byl dočasně součástí 2. gardové noční bombardovací divize gen.mjr. Kuzněcova vyzbrojené stejnými letouny. V této divizi se přiučily bojovému umění. Do té doby nosily 150–180 kg bomb, od té doby 250–300 kg bomb. Prováděly zde také vícevrstvé bombardování, kdy na cíl letělo více letadel v různých výškách. Kromě přiblížení k cíli musely mít zapnutá poziční světla. Takto také prováděly spolu s několika dalšími pluky blokádu letišť nepřítele na mysu Chersones, sloužících nepříteli k leteckým transportům do a z Rumunska. Boje na Krymu skončily 12. května 1944 osvobozením města Sevastopolu.
- 22. května 1944 pluk dorazil do Seši v Bělorusku a připravovaly se na další boje. Množství komárů způsobilo u některých onemocnění malárií.
- Od června do července 1944 se pluk účastnil prolomení obrany nepřítele na řece Proňa, osvobozoval Mohylev, Červeň, Minsk, Bělostok. Fronta se vlivem rychlého postupu sovětských vojsk stala tekutou, takže ozbrojené skupiny Němců se ocitaly v obklíčení aniž by věděly, že se mají vzdát. Němci rychle ustupovali a neměli čas budovat protivzdušnou obranu. Díky tomu se operovalo i přes den. Na této frontě nebyla solidní letiště, často byly využívány velké improvizace. Například si vzletovou plochu udělali přímo v obci na cestě mezi domy a letouny parkovaly na dvorcích. Často i štáb fungoval pod oblohou a ubytování bylo pod křídly letadel. Někdy problémy činil hluboký písek, ze kterého se letouny obtěžkané bombami jen těžko zvedaly. Nedostatek orientačních bodů v jednotvárné krajině ztěžoval navigaci.
- Od srpna 1944 pluk působil na území Polska, osvobozoval Augustiv, Varšavu, Ostrolenk. Na této frontě se setkaly se silnou protivzdušnou obranou.
- V lednu 1945 pluk bojoval ve východním Prusku. Účastnil se útoku na řeku Narew.
- V únoru 1945 se pluk účastnil bojů na řece Visle a dobytí města-pevnosti Grudziądz.
- V březnu 1945 osvobozovaly Gdyň a Gdaňsk. Velké problémy tu činilo bláto. Používaly skládací vzletovou plochu 200 × 30 m z prken z rozebraných stodol, jakou již používaly na Kubáni. Protože letouny neměly brzdy, pro zkrácení startu držely letoun za křídla, než vrtule dávala dostatečný tah. Na plošinu bylo nutné letouny přenést.
- Od dubna 1945 a až do konce války pluk pomáhal proti obraně protivníka na Odře. Poslední boje sváděly u Svinoústí.
- Po 5. květnu 1945 skončily bojové akce a pluk se 20. května přesunul z Buchholz do lázeňského městečka Alt Rehse pod Neubrandenburgem.
- 15. října 1945 byl pluk v polské Svídnici rozpuštěn. Plukovní zástava byla uložena do Ústředního muzea ozbrojených sil. Většina žen byla demobilizována. Mnohé se vrátily na vysoké školy, aby dokončily studium. Některé se provdaly za příslušníky sousedního 889. NBAP pluku, který vedle nich prošel celou bojovou trasu (Beršanská se provdala za velitele tohoto pluku Konstantina Bočarova). Tradičně se bývalé spolubojovnice schází 2. května a 8. listopadu na náměstí před Velkým divadlem v Moskvě.

## Bojové výkony
Během bojů osádky letadel pluku provedly:
- boje o Kavkaz (1942–1943) — 2 920 letů;
- osvobození Kubáně, Tamáně, Novorossijska — 4 623 letů;
- osvobození Krymu — 6 140 letů;
- osvobození Běloruska — 400 letů;
- osvobození Polska — 5 421 letů;
- boje v Německu — 2 000 letů;

celkem 23 672 bojových letů a 28 676 letových hodin.
Bylo svrženo 2 902 980 kg bomb, 26 000 zápalných náloží. Podle neúplných údajů, pluk zničil a poškodil 17 říčních přeprav, 9 vlakových transportů, 2 železniční stanice, 46 skladů, 12 cisteren s palivem, 1 letadlo, 2 nákladních lodí, 76 automobilů, 86 palebných pozic, 11 vyhledávacích reflektorů.
Bylo způsobeno 811 požárů a 1 092 výbuchů velké síly. Také bylo shozeno 155 pytlů se střelivem a se zásobami obklíčeným sovětským vojskům.

## Ztráty
Bojové ztráty pluku činily 13 pilotů, 10 navigátorů a 28 letadel. Celkem zemřelo 32 žen.
Kromě bojových, byly i jiné ztráty.
Již ve školícím centru v Engelsu došlo 9. března 1942 ke katastrofě. Tři stroje se při cvičném letu náhle ocitly ve sněhové vánici. Pilotky ještě nebyly dost zkušené, aby se dokázaly vypořádat se ztrátou prostorové orientace. Dvě posádky zahynuly, jedna posádka díky náhodě havárii přežila téměř bez zranění.
Dvě ženy zemřely v nemocnici na těžké onemocnění, dvě zahynuly na letišti při nepřátelském náletu, jedna havarovala na motocyklu. Zranění utrpěná během války působila smrt i po válce.

## Ocenění pluku
- Rozkazem NKO SSSR № 64 z 8. února 1943, za udatnost projevenou v boji s německo-fašistickými okupanty pluk obdržel čestný přídomek „gardový“ a byl přejmenován na 46. gardový noční bombardovací letecký pluk.
- 9. října 1943 za úspěchy v boji při osvobozování Tamaňského poloostrova bylo pluku přisvojeno čestné pojmenování „tamaňský“.
- 24. dubna 1944 za účast při osvobozování Feodosije byl pluk vyznamenán řádem Rudé hvězdy.
- Za osvobození Běloruska byl pluk vyznamenán řádem Suvorova 3. stupně.
- Pluk obdržel 22 blahopřejných dopisů vrchního velitele ozbrojených sil (Stalina).
- gard.pplk. Beršanská byla jako jediná žena vyznamenána plukovnickým Řádem Suvorova.
- řádem Alexandra Něvského pro velitele byly vyznamenány mjr. Serafima Amosovová, Jevdokija Beršanská, kpt. Jevdokija Nikulinová, kpt. Olga Sanfirovová, kpt. Marija Smirnovová
- Více než 250 vojáků pluku bylo vyznamenáno řády a medailemi.

## Hrdinové Sovětského svazu, Ruska a Kazachstánu
- Během války bylo Zlatou hvězdou Hrdiny Sovětského svazu vyznamenáno 23 bojovnic, z toho 5 posmrtně:

1. por. Jevdokija Nosalová (Носаль, Евдокия Ивановна), pilot zást. vel. 2. letky — 354 bojových letů, vyznamenána posmrtně 26. října 1944.
2. npor. Evženie Rudněvová (Руднева, Евгения Максимовна), navigátor pluku — 645 bojových letů, vyznamenána posmrtně 26. října 1944.
3. kpt. Jevdokija Nikulinová (Никулина, Евдокия Андреевна), pilot velitel 1. letky — 760 bojových letů, vyznamenána 26. října 1944.
4. kpt. Marija Smirnovová (Смирнова, Мария Васильевна), pilot velitel 3. letky — 950 bojových letů, vyznamenána 26. října 1944.
5. npor. Jevdokija Pasková (Пасько, Евдокия Борисовна), navigátor 3. letky — 790 bojových letů, vyznamenána 26. října 1944.
6. npor. Taťána Makarovová (Макарова, Татьяна Петровна), pilot velitel roje (3. letka) — 628 bojových letů, vyznamenána posmrtně 23. února 1945.
7. npor. Věra Běliková (Белик, Вера Лукьяновна), navigátor roje (3. letka) — 813 bojových letů, vyznamenána posmrtně 23. února 1945.
8. kpt. Olga Sanfirovová (Санфирова, Ольга Александровна), pilot velitel 2. letky — 630 bojových letů, vyznamenána posmrtně 23. února 1945.
9. kpt. Naděžda Popovová (Попова, Надежда Васильевна), pilot velitel 2. letky — 852 bojových letů, vyznamenána 23. února 1945.
10. npor. Rufina Gaševová (Гашева, Руфина Сергеевна), navigátor 2. letky — 848 bojových letů, vyznamenána 23. února 1945.
11. npor. Natálie Meklinová (Меклин, Наталья Фёдоровна), pilot velitel roje (1. letka) — 980 bojových letů, vyznamenána 23. února 1945.
12. npor. Irina Sebrovová (Себрова, Ирина Фёдоровна), pilot velitel roje (1. letka) — 1004 bojových letů, vyznamenána 23. února 1945.
13. npor. Evženie Žigulenková (Жигуленко, Евгения Андреевна), pilot velitel roje (3. letka) — 968 bojových letů, vyznamenána 23. února 1945.
14. npor. Jekatěrina Rjabovová (Рябова, Екатерина Васильевна), navigátor 4. letky — 890 bojových letů, vyznamenána 23. února 1945.
15. npor. Zoja Parfjonovová (Парфёнова, Зоя Ивановна), pilot zast. velitele 3. letky — 680 bojových letů, vyznamenána 18. srpna 1945.
16. npor. Nina Uljaněnková (Ульяненко, Нина Захаровна), pilot velitel roje (3. letka) — 915 bojových letů, vyznamenána 18. srpna 1945.
17. kpt. Marina Čečněvová (Чечнева, Марина Павловна), pilot velitel 4. letky — 810 bojových letů, vyznamenána 15. května 1946.
18. npor. Maguba Syrtlanovová (Сыртланова Магуба Гусейновна), pilot zast. vel. 2. letky — 780 bojových letů, vyznamenána 15. května 1946.
19. npor. Antonina Chuďakovová (Худякова, Антонина Фёдоровна), pilot zást. velitele 3. letky — 926 bojových letů, vyznamenána 15. května 1946.
20. npor. Raisa Aronovová (Аронова, Раиса Ермолаевна), pilot velitel roje (2. letka) — 960 bojových letů, vyznamenána 15. května 1946.
21. npor. Nina Raspopovová (Распопова, Нина Максимовна), pilot velitel roje (1. letka) — 805 bojových letů, vyznamenána 15. května 1946.
22. npor. Polina Gelmanová (Гельман, Полина Владимировна), navigátor roje (2. letka) — 860 bojových letů, vyznamenána 15. května 1946.
23. kpt. Larisa Rozanovová (Розанова, Лариса Николаевна), navigátor pluku — 793 bojových letů, vyznamenána 23. února 1948.

- Roku 1995 byly navigátorky npor. Alexandra Akimovová (Акимова, Александра Фёдоровна) a npor. Taťána Sumarokovová (Сумарокова Татьяна Николаевна) vyznamenány Zlatou hvězdou Hrdiny Ruské federace

- Roku 2004 byla navigátorka npor. Chyjuaz Dospanovová (Доспанова, Хыйуаз Каировна) vyznamenána řádem Zlatý orel Hrdiny Kazachstánu.

## Památníky
Muzeum bojové slávy pluku je ve střední škole № 213 v Moskvě a ve škole № 105 v Samaře.
Hrdinky padlé za vlast jsou stále v paměti lidí. Tak například:
Asteroid (1907) Rudneva, objevený 11. září 1972 Nikolajem Čjornychem, byl nazván k uctění památky navigátorky pluku gard.npor. Evženie Rudněvé, bývalé studentky matfyzu MGU.
Její jméno nese i ulice v Babuškinském okrsku Moskvy.
Ulice v Kosino-Uktomském okrsku Moskvy, která byla po 34 letech přejmenována, byla roku 2005 na přání veřejnosti znovu pojmenována k uctění památky pilotky gard.por. Taťány Makarové, bývalé studentky MMTTPP (dnes Piševoj kolidž № 33 v Moskvě, u školy je též památník a ve školní hymně zmiňují hrdinku).
Švédská heavymetalová skupina Sabaton vydala roku 2014 skladbu s názvem "Night witches" vzdávající čest této jednotce.

## Skandály
V roce 2005 vyšla kniha Olega a Olgy Grejgových Походно-полевые жёны, která letkyně líčí jako sexuálně nevázané, jež dostávaly vyznamenání za postelové výkony atd. Veteránky podaly na autora žalobu pro pomluvu; jednání bylo zrušeno kvůli úmrtí O. Grejga.